# Macrosteles obsoleta
Macrosteles obsoleta är en insektsart som beskrevs av Jean Dorst 1931. Macrosteles obsoleta ingår i släktet Macrosteles och familjen dvärgstritar. Inga underarter finns listade i Catalogue of Life.